# Solo Mobile
 (avril 2023).
Solo Mobile est une compagnie canadienne de téléphonie mobile créée en 2000 par Bell Mobilité.  Aujourd'hui, Solo offre des services à bas prix, mais la compagnie est essentiellement cachée dans l'ombre de Bell Mobilité.

## Historique

### Début (2000-2004)
Le service Solo Mobile était disponible dès l'an 2000.  Il s'agissait du nom donné au service prépayé de Bell Mobilité. Plutôt que d'être une division formellement séparée, Solo était, à cette époque, annoncée comme une marque de produits et de services offerts par Bell.  Ainsi, les publicités de Solo et Bell se ressemblent, et on retrouvait les produits de Solo chez les boutiques de Bell.

### Renaissance (2005-2008)
Dès l'an 2005, Solo fut relancé avec un nouveau logo et se séparait davantage, tout en demeurant une division formelle, de Bell Mobilité.  Comme l'annonçait sa campagne publicitaire, le service principal fut la fonction talkie-walkie des téléphones mobiles vendus. Le service push to talk utilisait le même réseau AMRC utilisé pour les appels mobiles réguliers, contrairement aux réseaux Integrated Digital Enhanced Network (iDEN) qui sont spécialisés pour la communication vocale instantanée.  Les appels traditionnels étaient facturés à la seconde.  De plus, pendant les premières années de la renaissance de Solo, ceux abonnés à un plan mensuel avec cette compagnie obtenaient, sans frais supplémentaires, l'envoi et la réception illimités des SMS.
Lors de cette période florissante pour Solo, il y eut de nombreuses annonces pour la radio, ainsi que pour la télévision et l'affichage à l'extérieur, créées afin de promouvoir les produits et services de cette compagnie.

### Déclin (2009-2010)
Dès que Bell Canada a acheté Virgin Mobile Canada le 7 mai 2009, la compagnie Solo a beaucoup perdu d'importance. Par exemple, la boutique anciennement occupée par Solo dans le Centre Rideau à Ottawa fut remplacée par une boutique Virgin. Alors que plusieurs publicités furent créées afin de promouvoir les produits et services de Bell Mobilité et Virgin Mobile, un montant négligeable d'annonces existaient pour Solo. Le 2 juillet lors de cette année, l'écrivaine Kate O'Brien du blog Mobile Syrup croyait que les gens pouvaient « commencer le décompte des jours [avant] que Solo Mobile se repose au lit ». Seulement quatre téléphones furent ajoutés au répertoire Solo pendant toute cette année. 
Solo avait sorti le téléphone Samsung r100 le 24 février 2010. Un peu plus tard lors de la même année, le LG 230 était offert par Solo le 6 mai. L'écrivain Ian Hardy chez Mobile Syrup fut étonné : « Je pensais que Bell aurait déjà botté Solo Mobile au bout de la rue… [mais ils] parvenaient, d'une certaine manière, de permettre à Solo de survivre ». La sortie du téléphone LG étonnait également l'éditeur de HowardChui : « La compagnie bon marché [Solo] a essentiellement été mis hors de vedette depuis que Bell était devenu responsable de Virgin Mobile Canada ». Solo Mobile offrait des forfaits illimités, quasiment identiques à ceux de Chatr, dès le mois d'octobre. Le 11 novembre, Solo ajouta à son répertoire son premier périphérique HSPA+, le LG Flick. En tout, seulement cinq téléphones simples furent lancés par Solo en 2010. 

### Fermeture graduelle (2011)
En 2011, Bell n'a fait presque aucun moindre effort afin de promouvoir sa marque Solo.  Le Samsung Gravity 3 était disponible chez Solo Mobile le 16 mars, mais le même périphérique était disponible chez Virgin Mobile Canada depuis plus de sept mois.  Le 6 mai, Solo baissa ses tarifs pour ses deux plans illimités, afin d'offrir le même prix que son compétiteur Chatr.  Cependant, seuls les anciens périphériques AMRC de Solo peuvent utiliser ces plans.
Lors de la saison de l'été de cette année, Solo cessa la vente de ses produits aux magasins Loblaw et Zellers. Le portail des clients, MonSolo, fut mis à jour lors de mois d'août, tout comme celui de son parent Bell Mobilité.  Solo n'a fait aucune promotion ni pour la rentrée scolaire de cette année, ni pour le Black Friday, ni pour le temps des fêtes.
La vente de téléphones Solo Mobile chez les détaillants de tierce partie termina avant la fin du mois d'octobre.  Bell Mobilité et Virgin Mobile Canada ont pris les téléphones de Solo restants afin de changer le logiciel, permettant l'utilisation de leurs marques plutôt que celle de Solo.  Par exemple, le LG Flick, le LG Rumeur 2 et le Samsung Entro furent tous revendus de cette manière[source insuffisante].  Le stock du LG Rumour 2 est maintenant épuisé.  Solo ajouta certains forfaits postpayés, comparables à ceux de Koodo et Virgin, lors du mois de décembre.

## Réseaux
Solo Mobile utilise principalement l'ancien réseau AMRC de Bell Mobilité.  La compagnie offre également deux téléphones utilisant le réseau HSPA+ de Bell, ainsi que des cartes SIM permettant l'utilisation d'un appareil compatible non disponible chez Solo, tel qu'un smartphone moderne.  Solo n'a aucunement annoncé de plans pour utiliser le réseau LTE de Bell.

## Produits

### Téléphones simples
Solo Mobile a une sélection très maigre de téléphones simples.  On y retrouve le LG 230 ainsi que le Samsung Gravity 3.
Le Samsung Gravity 3 fut ajouté à la sélection de Solo le 16 mars 2011.  Il s'agit du seul nouveau téléphone simple sorti par l'opérateur cette année. Présentement, c'est le seul téléphone simple HSPA+ vendu par Solo, bien que le LG Flick était le seul autre appareil de ce type vendu auparavant.  Tous les autres téléphones simples jadis vendus par Solo, et le LG 230 vendu présentement, utilisent la technologie AMRC que Bell cherche à déprécier.
Les prix des appareils sont beaucoup plus chers que ceux de Virgin Mobile Canada et sont seulement disponibles à partir du site Web officiel de Solo Mobile ou chez une boutique Bell participante.  Solo ne fait aucune publicité et ainsi n'encourage pas aux nouveaux clients de s'abonner à son service.  La pauvre sélection de téléphones est tout simplement utilisée afin de remplacer les appareils anciens ou endommagés des clients existants.

### Téléphone intelligent
Le 13 octobre 2011, Solo annonça la sortie du Samsung Galaxy Gio.  Utilisant le réseau HSPA+, il s'agit du premier téléphone intelligent Android de l'opérateur.  L'appareil coûte 49,99$ lorsqu'il est jumelé avec un contrat de deux ans comprenant n'importe quel forfait.  Sans contrat, il coûte 249,99$.  Solo Mobile, par contre, peut seulement activer cet appareil avec un forfait postpayé.
Bien que les téléphones LG Optimus Net et LG Eclypse soient affichés en tant qu'appareils Solo sur l'outil de mise à jour de logiciel de LG, ces téléphones n'ont jamais été vendus par le fournisseur.

### Produits désuets
Pendant que Solo Mobile était le fournisseur mobile officiel de la compagnie de lutte WWE, le téléphone Audiovox CDM-8455 fut lancé chez Solo le 24 novembre 2003.  Il s'agissait d'un « téléphone WWE exclusif » accompagné d'un étui marqué avec le logo WWE, un jeu téléchargeable "WWE Mobile Madness Hardcore", des sonneries uniques, et des fonds d'écran des lutteurs Stone Cold Steve Austin, Ray Mysterio et Trish Stratus. Après la saison de Noël en 2004, ce téléphone cessa d'être produit.
Blabble était une application Facebook créée le mois de septembre en 2008 afin de promouvoir Solo Mobile.  Cette application permettait aux utilisateurs d'ajouter des bulles de texte orange aux photos situées dans leurs albums Facebook.
Le BlackBerry Pearl 8130 était un ancien téléphone intelligent AMRC offert seulement en ligne: gratuitement lorsque jumelé avec un contrat de deux ans comprenant un forfait voix et données, ou $249.99 sans contrat.  Cependant, les activations prépayées de cet appareil sont interdites.  Le dernier logiciel BlackBerry OS disponible est l'ancienne version 4.5.0.101 qui permet l'installation de certaines applications du BlackBerry App World.

## Services

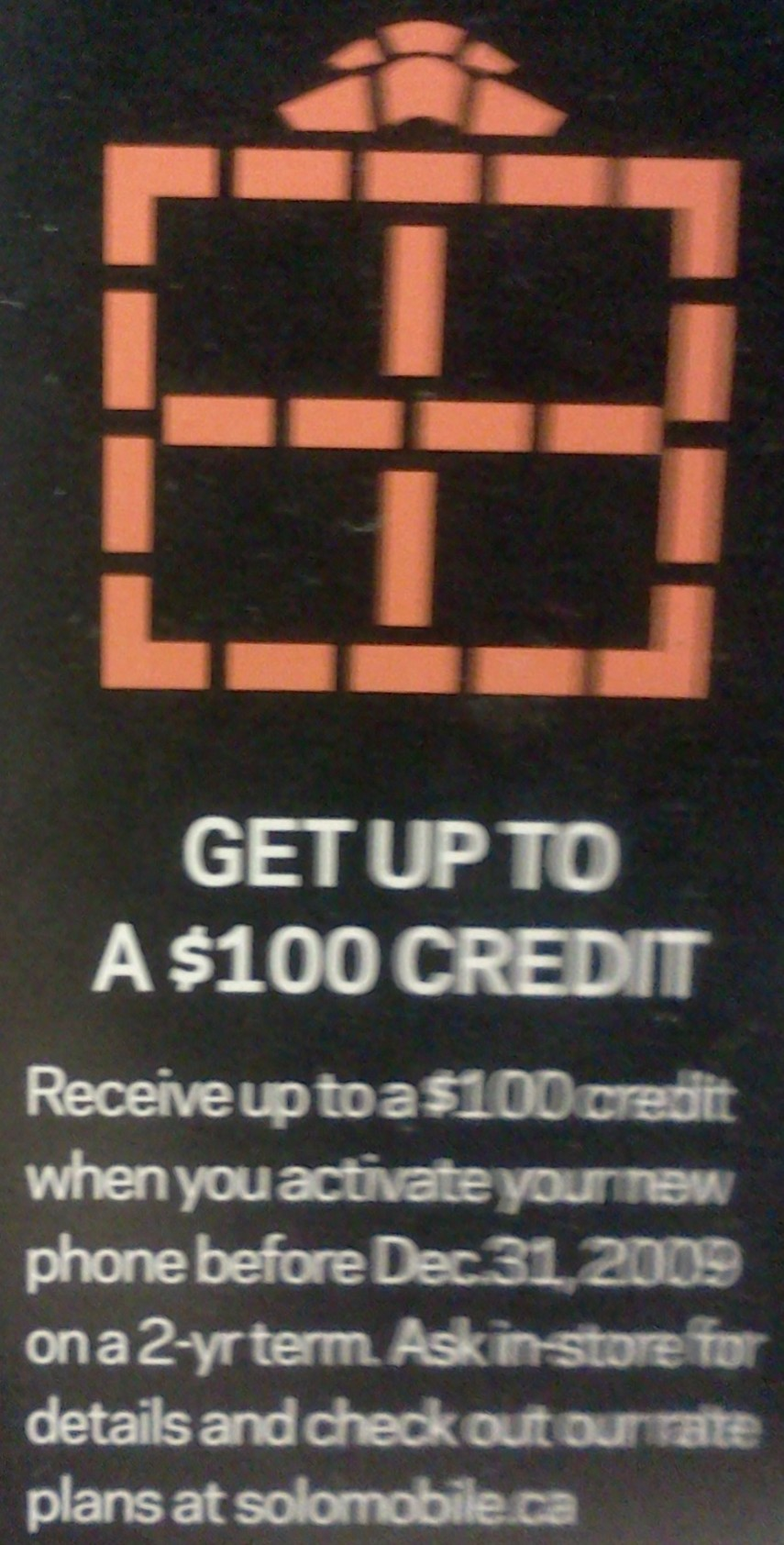
Une offre promotionnelle de Solo Mobile.

### Forfaits voix
Solo Mobile offre des forfaits voix presque identiques à ceux de Fido Solutions.

## Publicité
Avant son achat de Virgin Mobile Canada en 2009, Bell Mobilité faisait beaucoup de publicité pour sa marque Solo Mobile.  De 2003 jusqu'à 2005, Solo était la compagnie mobile officielle de l'association de lutte WWE. Ensuite, Solo était l'un des commanditaires principaux du Solo Mobile / Eckored tour.  Depuis l'achat de Virgin Mobile par Bell, il y a de moins en moins de publicité pour Solo Mobile.

### Logo
Lors de son début, Solo Mobile utilisait un logo simple formé d'un texte blanc sur un arrière-plan orange.  Ce style de logo fut adopté plus tard par Chatr, une marque de Rogers Sans-Fil.  Dès la renaissance de Solo, cette marque utilise plutôt un lettrage orange autant que possible.  Le fond d'arrière-plan était auparavant noir, mais Solo utilise maintenant un font blanc, comme le fait son compétiteur principal, Wind Mobile.  Ces deux compagnies, ainsi que Chatr, ont tous des téléphones de base, des forfaits et un marché cible semblable.

## Présence au détail
Toutes les boutiques Solo ont été fermées à la suite du déclin du fournisseur, alors des téléphones cette compagnies sont seulement disponibles chez les magasins de Bell Canada.  Seulement des cartes de temps d'antenne pour ce fournisseur peuvent être achetées à des détaillants autorisés.

### Anciens détaillants

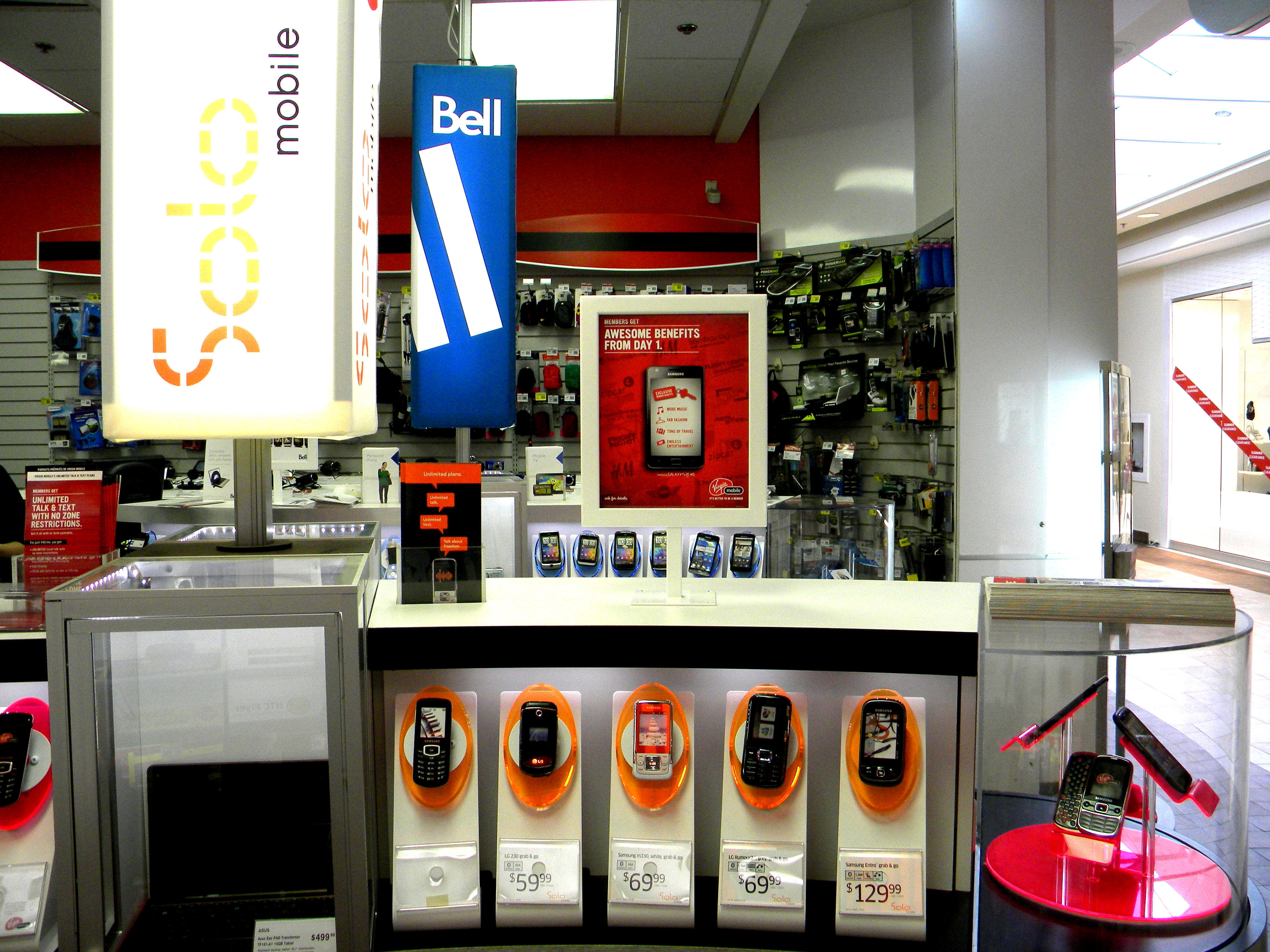
Affichage de Solo Mobile chez La Source. Remarquez l'annonce Virgin au haut de l'affichage. En octobre 2011, cette section fut transformée pour cesser la vente de Solo et plutôt accompagner davantage de téléphones Virgin.

En plus des magasins de Bell, des détaillants de tierce partie pouvaient également vendre des téléphones de Solo.  Cependant, cela a cessé depuis le mois de novembre en 2011.  Parmi les anciens détaillants de tierce partie, on y retrouve les magasins de Best Buy, Future Shop, Glentel, La Boutique Mobile chez Loblaw, Walmart et Zellers.  Même si les téléphones Samsung Entro et R330 de Solo sont présentement à l'affiche sur les sites web de Glentel, ces modèles sont obsolètes depuis longtemps.  Bell demanda le retour de toute la marchandise Solo à son usine.
Les produits de Solo Mobile étaient anciennement disponibles chez certaines détaillants de La Source.  Cependant, aucune activation postpayée pouvait être fait en magasin.  Ainsi, les clients devaient acheter leur téléphone au prix complet, et faire une activation prépayée ou postpayée eux-mêmes en ligne.  Les employés avaient tendance à décourager l'achat des produits prépayés, surtout ceux de Solo Mobile, favorisant plutôt les produits postpayés avec contrat à long terme des marques Bell Mobilité et Virgin Mobile Canada.  Chez les magasins qui vendaient des téléphones Solo, seulement un-huitième de la section des téléphones mobiles était dévoué aux produits Solo.  Lors du mois d'octobre en 2011, le huitième de Solo fut remodelé et remis à Virgin, selon une décision de Bell qui demandait le retour de tous les téléphones Solo non vendus.  Maintenant, la moitié de la section mobilité est dévouée à la marque Bell, tandis que l'autre moitié est dévouée à Virgin[source insuffisante].